# Fuzzy (dal)
A Fuzzy a Scandal japán pop-rock együttes második digitális kislemeze, amely 2019. augusztus 7-én jelent meg a Her gondozásában. A kiadvány a nyolcvanhatodik helyezést érte el az Billboard Japan heti digitális daleladási listáján.

## Háttér
A dal szomorkás szerelmes dal, az együttes elmondása szerint az addigi legfrissebb és legemberibb száma. A Fuzzy a „maradjunk örökre együtt!” szóbeli ígéret körül forog, és hogy „a nem tudhatjuk, hogy jövőben mi fog történni veszélye” ezt a pillanatot romantikusabbá teszi. A dal szövegét F japán író Icuka vakareru. Demo szore va kjó de va nai (いつか別れる。でもそれは今日ではない, ’Egy nap el fog válni az útunk. De nem a mai az a nap’) című regénye ihlette.
A dal videóklipjét 2019. augusztus 7-én mutatták be. A klipet motherfucko rendezte, egy fiatal párról szól, akik azonban szakítanak. A klip vége a dal címéhez igazodva „homályos”, nem egyértelmű, hogy a lány öngyilkos lett vagy sem.
A dalt az együttes a 2019. június 6–július 11. között zajló „Fuzzy Summer Mood” koncertsorozatán is játszotta.
Az album borítóját az együttes tagjai festették olajjal, 3×3 méteres fehér papírlapra.

## Számlista
| 1.   | Fuzzy | Rina | Mami | Mami | 4:44 |
| 4:44 |       |      |      |      |      |